# Boxberg (Nadrenia-Palatynat)
Boxberg – miejscowość i gmina w Niemczech, w kraju związkowym Nadrenia-Palatynat, w powiecie Vulkaneifel, wchodzi w skład gminy związkowej Kelberg.